# دشمن تپه
دشمن تپه مربوط به دوره اشکانیان - سده‌های اولیه و میانه دوران‌های تاریخی پس از اسلام است و در شهرستان گرمی، بخش مرکزی، دهستان مشکین شرقی، روستای چلک واقع شده و این اثر در تاریخ ۱۲ دی ۱۳۸۶ با شمارهٔ ثبت ۲۰۴۲۹ به‌عنوان یکی از آثار ملی ایران به ثبت رسیده است.